# Grazielodendron
Grazielodendron es un género monotípico de plantas con flores perteneciente a la familia Fabaceae. Su única especie:  Grazielodendron rio-docensis H.C.Lima, es originaria de Brasil.

## Taxonomía
Grazielodendron rio-docensis fue descrita por Haroldo Cavalcante de Lima y publicado en Bradea, Boletim do Herbarium Bradeanum 3(45): 401, 403, f. 1. 1983.